# Match de meilleur deuxième de la Ligue nationale de baseball 2017
Le match de meilleur deuxième de la Ligue nationale de baseball 2017 est un match éliminatoire de la Ligue majeure de baseball. Il est programmé pour le mercredi 4 octobre 2017 au Chase Field de Phoenix, en Arizona, et opposera les Diamondbacks de l'Arizona et les Rockies du Colorado.
Vainqueurs par le score de 11-8, les Diamondbacks de l'Arizona éliminent les Rockies du Colorado et se qualifient pour les Séries de divisions de la Ligue nationale.

## Équipes en présence
Le match oppose deux équipes de la division Ouest de la Ligue nationale, qui sont les deux meilleures de la saison régulière 2017 à ne pas être championnes de division en 2017. Premier club qualifié, les Diamondbacks de l'Arizona sont l'équipe hôte et accueillent les Rockies du Colorado.

## Déroulement du match
Mercredi 4 octobre 2017 au Chase Field, Phoenix, Arizona.
| Rockies du Colorado | 0 | 0 | 0 | 4 | 0 | 0 | 1 | 2 | 1 | 8  | 13 | 0 |
| Diamondbacks de l'Arizona | 3 | 1 | 2 | 0 | 0 | 0 | 2 | 3 | X | 11 | 17 | 0 |
| Lanceurs partants : COL : Jon Gray ARI : Zack Greinke Vic. : Andrew Chafin Déf. : Jon Gray HRs : COL : Nolan Arenado, Trevor Story ARI : Paul Goldschmidt, Daniel Descalso |   |   |   |   |   |   |   |   |   |    |    |   |

En avance tôt dans la rencontre, 6-0, les Diamondbacks résistent aux assauts des Rockies, qui réduisent l'écart à 6-5, puis plus tard à 8-7. En fin de 7e manche, Archie Bradley des Diamondbacks devient le premier lanceur de relève à cogner un triple en séries éliminatoires, faisant marquer deux points. Vainqueur 11-8 sur Colorado, Arizona est le premier club depuis les Americans de Boston en 1903 à réussir 4 triples dans un match éliminatoire : ceux de Bradley et A. J. Pollock, ainsi que les deux de Ketel Marte, ce dernier étant le premier joueur à réussir deux triples en éliminatoires depuis Mariano Duncan en 1993 pour Philadelphie.